# Вацлав Нижински
Вацлав Нижински (на руски: Ва́цлав Фоми́ч Нижи́нский; на полски: Wacław Niżyński) (12 март 1889 г., Киев – 8 април 1950 г., Лондон) е легендарен руски и френски балетист, балетмайстор и хореограф от полски произход.
Още по време на обучението в Императорската балетна школа в Санкт Петербург впечатлява със своя талант. Веднага след завършването става солист на Мариинския театър, по-късно с трупата Ballets russes на Сергей Дягилев покорява Париж. Прочува се с необичайната си пластика и лекотата, с която „излита“ при високите скокове.
От четирите балетни постановки на Нижински най-известни са „Следобедът на един фавън“ и „Пролетно тайнство“. Тяхната хореография, първоначално неразбрана и отхвърлена, днес се оценява като новаторство и повратен момент в развитието на танцовото изкуство.
Има кратък творчески живот вследствие на психическо заболяване, спира да танцува на 27-годишна възраст.

## Биография

### Начални години
Роден е на 12 март 1889 г. (или 1890 г.) в Киев (Руска империя), в семейство на полски балетисти Томаш Нижински и Елеонора Береда. Бащата, талантлив танцьор и балетмайстор, има своя трупа. Майката завършва балетно училище и до женитбата си работи с трупата на Варшавския театър. Семейството има 3 деца – Станислав, Вацлав и Бронислава. Когато е на 6 години, Станислав пада от прозорец, получава мозъчна травма, вследствие на която изостава в своето развитие. Бронислава става балерина и известен балетмайстор.
Първите уроци по танц Вацлав получава от баща си. Родителите му имат турнета из цяла Русия и Вацлав още на 7-годишна възраст участва в някои техни представления. По-късно Томаш Нижински изоставя семейството заради любовница. Елеонора Береда, принудена да напусне трупата, се мести с децата в Санкт Петербург. Тя решава да запише Вацлав в Императорската балетна школа, където издръжката на учениците се поема изцяло от държавата. На 20 август 1898 г. той се явява на приемни изпити. Малкото момче няма подходящи физически данни, но впечатлява преподавателя на началните класове, Николай Легат, със способността си да прави балетни скокове. В школата Вацлав трудно се справя с общообразователните предмети, но е най-добрият ученик в класа по танц. Неговите изпълнения в училищните представления и участия в спектаклите на Мариинския театър привличат вниманието на публиката и критиката. Талантът му получава възторжени оценки в артистичните среди и след завършването на училището през 1907 г. той веднага е приет в Мариинския театър като солист на балетната трупа.

### Професионална дейност

#### Мариински театър
Професионалната кариерата на Нижински започва в Мариинския театър. Танцува на неговата сцена от 1906 г., преди да завърши балетното училище; последното му представление там е на 25 януари 1911 г. От 1907 г. е премиер-балетист – участва практически във всички класически балетни спектакли, изпълнява основните партии в новаторските постановки на Михаил Фокин. Макар фигурата му да не отговаря на балетните стандарти – Нижински не е висок, няма дълги крака – успехът е огромен. Публиката оценява неговата грация и дарбата на драматичен актьор. За умението да прави високи летящи скокове го наричат осмото чудо на света и сравняват с легендарния френски балетист от 18 век, Огюст Вестрис (Auguste Vestris, Marie-Jean-Augustin Vestris). Неговите партньорки в танца са известните балерини Матилда Кшесинска, Анна Павлова, Тамара Карсавина.
Кариерата на Нижински в Мариинския завършва неочаквано поради намесата на императорското семейството. Той изпада в немилост в резултат на скандал, разразил се във връзка с балетния костюм, представляващ много тясно трико. Нижински танцува в „Жизел“, облечен с този костюм, който силно очертава тялото, без да го допълни с къс обемен панталон. Публиката е шокирана, императрицата Мария Фьодоровна е разгневена – за нея костюмът е неприличен. Дирекцията на театъра реагира на ситуацията и уволнява Нижински.

#### Руски балет на Дягилев
След напускането на Мариинския театър Нижински започва работа с трупата на Сергей Дягилев Ballets russes (Руски балет), която представя руското балетно изкуство по света и работи извън Руската империя.
За първи път Нижински е поканен от Сергей Дягилев за участие в парижкия сезон на Ballets russes през 1909 г. В програмата са балетните постановки на Михаил Фокин и с изпълнението на главните партии в тях Нижински покорява Париж. Той участва и в следващия парижки сезон на Ballets russes, а след напускането на Мариинския театър изцяло се концентрира върху работата с тази трупа. С Нижински Ballets russes работи много плодотворно и успешно. Представления се дават из цяла Европа, в Северна и Южна Америка. Нижински получава световно признание.
Дягилев оценява високо таланта на Нижински и го насърчава да се заеме и с хореография. През първия период на тяхното сътрудничество те създават два балета – „Следобедът на един фавън“ и „Пролетно тайнство“. Постановките първоначално имат много противоречив прием както от страна на публиката, така и от страна на критиката, но след време се възприемат като новаторски, полагащи основите на модерния балет.
Отношенията между Нижински и Дягилев, които имат и интимен характер, рязко се променят след женитбата на Нижински с Ромола Пулски през 1913 г. Дягилев разбира за това и уволнява Нижински от своята трупа. Приема го обратно през 1916 г. и Нижински отново участва в турнетата на Ballets russes до 1917 г, когато спира да танцува поради психическо заболяване.

#### На свободна практика
Уволняването от Ballets russes през 1913 г. оставя Нижински без доходи, но той се чувства освободен от твърде властната опека на Дягилев и с удоволствие приема своето изключване от трупата. Положението обаче е сложно, тъй като няма никакви средства за съществуване. Получава предложение от Парижката опера, но го отказва, тъй като предлаганата позиция се открива след повече от година. Второто предложение идва от лондонския театър Палас (The Palace Theatre), където го канят да представя балетна програма. Предложението е за смесен репертоар в рамките на 8 седмици. Нижински приема, спешно търси хора за своя трупа и успява да набере 17 души. В трупата се включват сестра му Бронислава и нейният съпруг, които са професионални балетисти. Първите представления са през март на 1914 г., но нямат очаквания голям успех. Гениален като танцьор Нижински не притежава никакви делови качества, няма умения за организиране и управление на хора. Освен това има трудности с подбора на спектаклите, тъй като Фокин не позволява да се използват неговите балетни постановки. Неудовлетворен от случващото се Нижински губи спокойствие по време на представленията, не се представя според очакванията на публиката. Неопитността на наетите балетисти води до забавянето на новите постановки. В крайна сметка Нижински се разболява поради нервната обстановка и не успява да изпълни договорните условия. Това става основание дирекцията на театъра след 3 седмици да прекъсне контракта.
Останал без работа и със значителни финансови проблеми Нижински със семейството си заминава за Будапеща. Стреми се да се върне в Русия, но започва първата световна война и плановете му се осуетяват.

### Заболяване и смърт
Предполага се, че първите симптоми на психическото заболяване на Нижински се проявяват през 1917 г. Консултират го големите имена на психоанализа Зигмунд Фройд, Карл Юнг, Алфред Адлер. Според Адлер признаци за поведенческите особености на Нижински съществуват още през детските му години, като единият от тях е пълното отсъствие на желание за общуване. Адлер разглежда този вид асоциална нагласа като причина за неговата откъснатост от реалността и зависимост в житейските въпроси от други хора, което от своя страна води до развитие на чувството за собствена малоценност, безнадежност и в крайна сметка загуба на активно поведение.
Нижински успява да се възстанови от депресивното състояние, в което изпада през 1917, но към края на 1918 г. състоянието му отново се влошава. В записките си на дневника, който води от януари до март на 1919 г., Нижински вече осъзнава своята болест, изпитва страх, че ще бъде настанен в медицинско заведение и описва своето състояние като болест на душата, не на мозъка. През март на 1919 г. на Нижински се поставя диагноза шизофрения. Следващите 30 години той прекарва, като периодически е хоспитализиран в различни клиники за психичноболни. По време на кризи състоянието му се характеризира с пълно мълчание в продължение на дълги периоди, затвореност, липса на интерес към хора и случващото се около него. Понякога е с изцяло изключени емоции и мисловни процеси.
Дягилев се опитва чрез танца да го върне към активния живот. На 27 декември 1928 г. той закарва Нижински в Париж на представлението на „Петрушка“ – балет на Стравински, в който гениалният балетист преди години изпълнява една от най-добрите си партии. Но Нижински не показва никаква реакция. След смъртта на Дягилев подобен опит прави и Серж Лифар – той дълго, до изнемога, танцува пред Нижински. Не получава от него никакъв отклик, но в един момент, като издигнат от някаква сила, Нижински прави висок балетен скок, след което отново става безучастен.
От 1947 г. живее със семейството си в Съри, Англия. Умира на 8 април 1950 г. в една лондонска клиника. Причината за смъртта е бъбречна недостатъчност. Отначало е погребан в Лондон, след 3 години останките му са пренесени в Париж, където го погребват на гробището в Монмартр. Със средствата на Серж Лифар за надгробен паметник се изработва статуята на Петрушка, чийто образ на тъжен клоун много пъти е пресъздаван от Нижински.

## Личен живот
Вацлав Нижински като съвсем млад осъзнава своята бисексуалност и описва в своя дневник както хомосексуалните си отношения, така и хетеросексуалните контакти с така наречените от него „кокотки“.
Оше в началото на своята балетна кариера, през 1907 г., Нижински привлича вниманието на 30-годишния княз Лвов, любител на балет и красиви младежи. Нижински, който не умее да се грижи за себе си и да води самостоятелен живот, приема покровителството на княза. Предполага се, че това е първата хомосексуална връзка на Нижински. Майка му знае за нея, но не се противопоставя. Нещо повече, тя подкрепя тези отношения и смята една евентуална женитба на сина си в бъдеще за пречка на неговата кариера. Князът, който издържа Нижински и се интересува от неговата балетна кариера, запознава своето протеже със Сергей Дягилев. Сътрудничеството с Дягилев скоро надхвърля чисто професионалната рамка. Княз Лвов спира своята издръжка на Нижински, Дягилев я поема. Връзката им обаче има сложни моменти. Дягилев е много ревнив, държи се с Нижински като със своя собственост, поема неговите разходи без да му плаща заплата. Подчиненото положение потиска Нижински, предизвиква неговото недоволство и води до влошаването на отношенията. Развръзката настъпва през 1913 г. по време на турне из Южна Америка, когато Нижински се сгодява и се жени за балерина от трупата на Дягилев, Ромола Пулски.

### Отношения с Дягилев
Сергей Дягилев заема съществено място в живота на Нижински. Освен че обича Вацлав и има с него хомосексуална връзка, Дягилев изиграва важна роля в развитието на неговия талант. Той се старае да образова младия балетист, въвежда го в света на съвременното изкуство, запознава го с музиканти, композитори, художници, води го по музеи. Същевременно поема изцяло грижите за бита, настанява Нижински в най-добрите хотели, удовлетворява всичките му желания. Подарява му скъпоценни украшения, но не му плаща хонорари. В края на тяхното сътрудничество, Дягилев има огромен дълг към Нижински, който по-късно става причина за съдебни искове.
Дягилев разбира, че само класическите балети не могат да разкрият особената индивидуалност на Нижински и създава за него специален репертоар с участието на балетмайстора Михаил Фокин. Именно Дягилев насърчава Нижински да се захване с хореография, той насочва, подкрепя и участва в разработването на оригиналните му идеи. Въпреки всичко Нижински се чувства като в златна клетка и не изпитва духовна и душевна близост с Дягилев. Обикновено проявява пасивно подчинение, но между тях има и караници, и скандали. Неведнъж са пред разрив на отношенията.
В края на лятото на 1913 г. трупата на Дягилев заминава на турне в Южна Америка. За първи път Нижински пътува сам. Дягилев остава в Европа, защото се страхува от морските пътешествия. Причината е пророчеството на една циганка, която му предсказва смърт на вода. Предсказанието се реализира през 1929 г. – Дягилев умира във Венеция.
На кораба за Южна Америка Нижински се запознава със своята бъдеща съпруга, Ромола Пулски.

### Женитба с Ромола Пулски
Трансатлантическото пътуване на Ballets russes за Южна Америка е дълго. Сестрата на Нижински, Бронислава, също балерина в трупата на Дягилев и много важна подкрепа за брат си, очаква дете и не участва в турнето. Няма го и Дягилев. Нижински, който поради особеностите на своя характер винаги има нужда от близък човек до себе си, се оказва сам на кораба. Той се чувства изоставен, освен това е потиснат и заради скорошната кончина на баща му. Такива са обстоятелствата, при които в живота на Нижински се появява Ромола Пулски.
Унгарка по произход, дъщеря на известната актриса Емилия Маркус, и директора на Унгарската национална галерия Карл Пулски, Ромола се влюбва в Нижински от момента, в който го вижда да танцува. Тя решава на всяка цена да стане негова жена и за да се сближи с него взема частни уроци по балет. Успява да постъпи в трупата на Дягилев и се включва в турнето. На кораба тя използва отсъствието на Дягилев. През трите седмици на пътуването тя често търси Нижински и се опитва да общува с него. Общуването е затруднено не само поради неговата затвореност, но и защото тя не владее нито руски, нито полски език, а той не говори френски език, който тя ползва. При срещите с нея той само кимва или вежливо се усмихва. Толкова е по-голяма изненадата на Ромола, когато неочаквано, няколко дни преди края на пътуването Нижински я моли да се омъжи за него. Подготовката за сватбата започва веднага след пристигането в Буенос Айрес, сключват брак на 10 септември 1913 г.
Веднага след сватбата Нижински изпраща на Дягилев дълго писмо, в което разказва за промяната в своя личен живот и обещава да остане приятел на импресариото и да работи за Ballets russes. За Коледните празници младоженците имат намерение да заминат за Санкт Петербург, но два дни преди пътуването за Русия получават телеграма от Дягилев. В нея той уведомява своя бивш любовник, че „Руски балет“ вече няма нужда от услугите на Нижински и той да не се връща при тях.

### Живот с Ромола Пулски
Скоро след сватбата Ромола забременява и семейството решава да замине за Будапеща. Там през юни 1914 г. се ражда дъщеря им Кира. Нижински мечтае да се прибере в Санкт Петербург, където е Бронислава, готова да му помогне да продължи кариерата си. Плановете обаче се провалят поради започването на Първата световна война. Нижински като руски поданик е ограничен в придвижването си и не може да напусне Австро-Унгария. Налага се да живеят в дома на тъщата, Емилия Маркус – първата драматична актриса на унгарска сцена. Тя мрази своя зет, завижда на славата му и по всякакъв начин го притеснява. Нижински от своя страна открито застава на страната на Русия, което е допълнителен повод за враждебното отношение на унгарската рода. Озовал се в недоброжелателна среда и без работа, Нижински се захваща със създаване на система за запис на движения и започва да документира своите балетни постановки.
През 1916 г. по покана на Виенския театър той се връща към работата. След това с помощта на своите високопоставени почитатели успява да замине за Франция през Швейцария. Там се помиряват с Дягилев и Нижински взема участие в американското турне на Ballets russes. В САЩ те имат представления в Ню Йорк. На сцената на Метрополитън опера Нижински поставя последния си балет, „Тил Уленшпигел“, но постановката няма голям успех. След края на турнето в САЩ, Нижински заминава за Южна Америка. На благотворителния концерт в Аржентина през 1917 г. участва в представление, което се оказва неговото последно излизане на сцена. Ромола съпровожда и се грижи за съпруга си на всички тези турнета, тя е в течение на неговата програма и е човекът, с когото той споделя своите притеснения и намерения.
След завръщането в Европа семейството решава да се установи в Швейцария. Заселват се в Сен Мориц, тогава едно малко селце. Нижински се занимава с проекти за бъдещи балетни постановки, измисля декори, много рисува. Рисунките му често представят ужасените от войната лица, а също лицето на Дягилев. Много се занимава с любимата си дъщеря Кира, разхожда се из планините. Разходките постепенно стават все по-дълги и по-опасни. Понякога ходи из селото с голям кръст, твърдейки, че е Христос. Почва да се увлича от идеите на Лев Толстой, става вегетарианец, променя отношението си към актьорската професия – тя за него вече е греховна.
Поведението на Нижински става неуравновесено, понякога агресивно. През 1919 г. започва трескаво да пише. На близките казва: „Това ще бъде моят дневник. Мои мисли.“ Същата година обявява, че ще даде концерт в местния хотел. Той не съобщава какво ще танцува, но преди концерта казва на притеснената си съпруга, че това ще бъде неговото „Венчание с Бог“. Желаещите да се срещнат с прочутия балетист са много, те с нетърпение очакват да видят неговия танц. Когато започва, Нижински дълго стои неподвижен. След това прави на пода голям кръст от бяло и черно кадифе и с разперени ръце, като на разпятие, застава на неговия връх. После започва танци, които плашат присъстващите със своята дива необузданост. Нижински им обяснява, че така изглежда войната, че всички честни хора трябва да се борят за мир, за любов, да живеят с Бога. На края на странната и тежка вечер, казва: „Кончето се умори“. Тази вечер в Швейцария Нижински танцува за последен път в живота си.
През 1920 г. след поставянето на диагнозата шизофрения се ражда тяхната втора дъщеря Тамара. Въпреки тежката болест на Нижински Ромола не се развежда с него, поема всичките грижи за него и децата и 30 години се опитва да излекува своя съпруг. По време на периодичните кризи Ромола настанява Нижински в специализирани клиники, като се старае да му осигури най-добри условия за лечение. Свързва се със светилата на психоанализата Фройд, Юнг, Адлер и търси от тях консултации и съвет. За да подобри финансовото положение на семейството си, пише книги за живота на Нижински. По време на Втората световна война крие съпруга си, знаейки, че фашистите убиват всички психически болни. Края на войната посрещат във Виена. След това се заселват в Англия.
Ролята на Ромола Пулски в живота на Вацлав Нижински има нееднозначна оценка. От една страна се смята, че откъсвайки го от Дягилев, тя прекъсва балетната кариера на младия Нижински в нейния апогей. Борбата между Ромола и Дягилев наранява и обърква Нижински, затруднява го и отговорността, която той трябва да носи като глава на семейство. Стремежът на Ромола да изолира Нижински от средата около Дягилев неизбежно го изолира и от балета, който представлява основния, ако не и единствения смисъл в живота му. От друга страна, тя е всеотдайна съпруга, бори се за неговото здраве и му осигурява спокоен и безгрижен живот по време на ремисиите. Противоречивата оценка за ролята на Ромола се основава донякъде и на дневника на Нижински, в който за нея има редове с любов и благодарност и такива с упреци и недоволство.

## Творчество
Като балетист Нижински олицетворява новата, необичайна за времето, пластика на мъжкия танц. Най-ярко неговият талант се проявява в балетните постановки, създавани специално за него от главния балетмайстор на Ballets russes, Михаил Фокин. Като хореограф Нижински има неординарни виждания, които нарушават общоприетата представа за балетен танц. Днес те се смятат за предтеча на съвременното танцово изкуство.

### Балетист
Критиката веднага отбелязва таланта на Нижински. Той не притежава красива външност, не е висок (само 167 cm), но на сцената изглежда чаровен, дори съблазнителен, с което привлича и жените, и мъжете. Балетист от класическата школа, той се различава от другите със своята изпълнителска маниера и представя партиите от класическия репертоар по свой начин. От периода на Мариинския театър особено признание има неговото изпълнение на Синята птица от „Спящата красавица“. В партията на балета, който е в академичен стил, той успява да внесе нещо тайствено и неуловимо. Ръцете му, освободени от крилата, са необикновено изразителни – нещо непознато за мъжкия балет по това време. Той по-скоро интуитивно, отколкото в резултат на знание, внася в своя танц идеалите на романтизма и акмеизма.
Преди появата на Вацлав Нижински на балетната сцена главните роли в постановките на императорските театри се изпълняват от балерини, а мъжките партии са поддържащи. Михаил Фокин реформира руския балет в началото на 20 век, в него се появяват ярки мъжки роли. Това позволява на необичайния талант на Нижински да се разкрие напълно, а неговите балетни партии да се превърнат в легенда.
Нижински работи с Михаил Фокин от 1907 до 1912 г. Фокин разпознава в танцьора неговата бисексуалност и поставя специално за него няколко балета, съвместявайки в образите на героите мъжката и женската същност. Възвишеността и еротическото излъчване на Нижински са в духа на времето и Фокин внася в партиите личностните му черти. Балетмайсторът създава цяла поредица от сценични образи на Нижински, някои от които в неговото изпълнение се превръщат в шедьоври на танцовото изкуство. В изпълнение на други балетисти обаче тези образи губят своята необичайност и изразителност и не въздействат на зрителя по същия начин.
Партиите, които завинаги остават свързани с името на Нижински, са главните роли в балетните спектакли „Петрушка“ по музика на Игор Стравински, „Шехеразада“ по музика на Николай Римски-Корсаков, „Шопениана“ („Силфиди“), „Призракът на роза“ по музика на Карл Мария фон Вебер.

### Хореограф
За разлика от балетните изпълнения на Нижински, които винаги предизвикват овации и възхитени оценки, хореографията му се посреща от съвременниците с неодобрение, отрицание и протест.

#### Следобедът на един фавън
Първата хореографска постановка на Нижински е по „Прелюд към „Следобедът на един фавън“ на Клод Дебюси. Идеята е на Дягилев и той насърчава и подкрепя Нижински при работата над балета. В тази кратка постановка Нижински поставя основите на новата, различна от класическата, балетна техника. Танцьорите ходят, навеждат се, застават на колене, подскачат – все движения, които не са допустими в танцовото изкуство по това време. Хореографията е новаторска, следва духа на авангардното изкуство и предлага танцова интерпретация на геометрическите подходи на кубизма – движенията се представят като преплитане на триъгълници, дъги и линии. Телата се показват в различни ракурси, подобно на образите от египетските йероглифи и гръцки фризове. По време на първото представление публиката е шокирана не само от бунтарската хореография, но и е скандализирана, когато на края на представлението Нижински, който изпълнява главната партия, буквално мастурбира при последните движения на своя танц. Това действие, вероятно несъзнателно, се обяснява с внезапната проява на неговата латентна хетеросексуалност, която по-късно се потвърждава с женитбата му и раждането на дъщерите.

#### Пролетно тайнство
Въпреки отрицателната реакция на първия балет Дягилев възлага на Нижински хореографията на балета на Игор Стравински „Пролетно тайнство“. Либретото е на Игор Стравински и Николай Рьорих, които, следвайки идеите на пантеизма, имат за цел да представят древнославянската култура. За Нижински темата на балета е възможност да продължи със своите новаторски идеи. Както при първия балет, публиката отново е шокирана от постановката, най-вече от подчертания примитивизъм и тромавост на движенията. Танцьорите са прегърбени и наведени, стъпалата им са обърнати навътре, тялото и главата са извити едно спрямо друго. Движенията са сведени основно към тежко подскачане с двата крака и тропане с краката.

#### Игри и Тил Уленшпигел
Известни са още два балета, поставени от Нижински – „Игри“ по музика на Дебюси и „Тил Уленшпигел“ по музика на Рихард Щраус. Балетите не се ползват с успех и имат много кратък сценичен живот. Възстановят ги американските изследователи и историци на музикалното изкуство Милисент Ходсън (Millicent Hodson) и Кенет Арчър (Kenneth Archer).
Балетът „Игри“ е създаден през 1913 г. Неговата хореография представя игра на тенис, в която участват трима души – един мъж, чиято партия изпълнява Нижински, и две жени. Те са облечени в спортни дрехи, играят с топката на една полянка и флиртуват всеки с всеки. Техните движенията наред с чисто балетни съдържат тромави и непохватни елементи, телата застават в необичайни конфигурации. Дебюси не харесва хореографията. Самият Нижински нарича своя балет „танцова поема“, а в програмата към спектакъла има надпис „балет на 1930 г.“ Според днешната критика, спортният сюжет, явната бисексуалност и собственият вътрешен език на „Игри“, правят балета пророчески за възникналата по-късно младежка култура, а използваната от Нижински комбинация на елементи на академичния балет с друг вид движения поставя начало на неокласическия балет.
„Тил Уленшпигел“ се поставя от Нижински през 1916 г. след неговото завръщане в Ballets russes. Този път, за разлика от предишните постановки, хореографията прави съвсем сам, без обичайното участие и подкрепа на Дягилев. Според спомените на една от балерините, участвала в оригиналната постановка, хореография почти не е имало, а Нижински импровизирал по време на представленията. След време той оценява тази своя постановка като недобра. За критиката тя е по-скоро пантомима, отколкото балет.

## Нижински в произведения на изкуство

### Балетни постановки
- „Nijinski, clown de Dieu“, балетмайстор Морис Бежар (Maurice Béjart), по музика на Пиер Анри (Pierre Henry) и Пьотър Чайковски; първо изпълнение на Балет на ХХ век, Брюксел, 1971 г.[32]
- „Vaslav“, балетмайстор Джон Ноймайер (John Neumeier), по музика на Й.С. Бах, Хамбургски балет, Хамбург, 1979 г.[33]
- „Nijinsky – Divine Dancer“, балетмайстор Юха Ванхакартано (Juha Vanhakartano), композитор Джоузеф Хьолдерле (Joseph Hölderle); Национална опера на Финланция, Хелзинки, 1990 г.; по случай 100 години от раждането на Вацлав Нижински.[34]
- „Nijinsky“, балетмайстор Джон Ноймайер, по музика на Фредерик Шопен, Роберт Шуман, Николай Римски-Корсаков, Дмитрий Шостакович, Хамбургски балет, Хамбург, 2000 г.[33]
- „NN. A tribute to Vaclav Nijinsky“, балетмайстор Ришард Калиновски (Ryszard Kalinowski), композитор Пьотър Курек (Piotr Kurek) Люблински театър на танца, Културен център на Люблин, 2008 г.[35]
- „Le Pavillon d’Armide“, балетмайстор Джон Ноймайер, композитор Николай Черепнин, Хамбургски балет, Хамбург, 2009 г.[36]
- „SACRÉ“, балетмайстор Юка Оиши (Yuka Oishi), по музика на Игор Стравински, изпълнител Сергей Полунин, Санкт Мориц, 2018 г.[37]

### Пиеси
- „Clownmaker“, драматург Ричард Крейн (Richard Crane), трупа на Брадфордски университета, Единбургски фестивал, 1975 г.[38][39]
- „A Cavalier for Milady“, драматург Тенеси Уилямс, Cock Tavern Theatre, Лондон, написана 1976 г., премиера 2011 g.[40]
- „Chinchilla“, драматург Робърт Дейвид Макдоналд (Robert David MacDonald), Citizens Theatre, Глазгоу, 1977 г.[41]
- „Letter to a Man“, спектакъл на Робърт Уилсън (Robert Wilson) и Михаил Баришников по дневниците на В. Нижински. Бруклинска музикална академия (Brooklyn Academy of Music), Ню Йорк, 2016 г.[42]
- „Нижинский. Гениальный идиот“, по пиеса на Ника Симонова „Нижинский. Танец солнца“, Театр Вахтангов, Москва, 2019 г.[43]

### Филми
- „Nijinsky“, режисьор Хърбърт Рос (Herbert Ross), (1980).[44]
- „Анна Павлова“, режисьор Емил Лотяну (Emil Loteanu), (1983).[45]
- „The Diaries of Vaslav Nijinsky“, режисьор Пол Кокс (Paul Cox), (2001).[46]
- „Riot at the Rite“, телевизионен филм, режисьор Анди Уилсън (Andy Wilson), (2005).[47]
- „Nijinsky & Neumeier Soulmates in Dance“, документален филм, продуцент Лотар Матнер за WDR/ARTE, (2009).[48]
- „Coco Chanel & Igor Stravinsky“, режисьор Жан Кунен (Jan Kounen), (2009).[49]